# Casco de Coțofenești
El casco de Coțofenești es un casco geto-dacio realizado en oro que data de la primera mitad del siglo IV a. C.

## Historia
Fue descubierto por casualidad en 1929 por un niño llamado Traian Simion en el pueblo de Poiana Coțofenești, ahora llamado Poiana Vărbilău, en el distrito de Prahova, Rumania.
El casco pasó a ser usado como juguete y bebedero para aves de corral, por lo que acabó gravemente dañado, con la calota superior arrancada.
En 1929 pasó a formar parte de la colección del antiguo Museo Nacional de Antigüedades de Rumanía, donado por un comerciante de Ploiești, que lo compró pagando una cantidad considerable al padre del niño de Coțofenești aunque posteriormente en el 1979 entraría al fondo del Museo de Historia Nacional de Rumanía.
Después del descubrimiento del casco, Ioan Andrieșescu, profesor de Prehistoria de la Universidad de Bucarest, realizó en otoño del 1929 una investigación exhaustiva en el yacimiento. El equipo de arqueólogos se dio cuenta de que el casco no formaba parte de un tesoro de oro ni de una tumba, sino que formaba parte de un asentamiento local geto-dacio de La Tène. Los arqueólogos llegaron a la conclusión de que el casco era un hallazgo fortuito, ya que solo se encontraron algunos fragmentos de cerámica tardía de Hallstatt. 
El casco se conserva en el Museo de Historia Nacional de Rumanía, aunque hasta el momento de su robo el 25 de enero del 2025 había estado cedido a varios museos europeos para su exposición.

### Robo en el Museo de Drente
En 2024, el Museo de Historia Nacional de Rumania, en colaboración con el Museo Drents, ubicado en Assen, Países Bajos, organizó la exposición "Dacia – Rijk van goud en zilver” (“Dacia - Reino de oro y plata”) como celebración de los treinta años desde la primera colaboración entre ambos museos y tenía la intención de durar desde el 7 de julio de 2024 y el 26 de enero de 2025.
En la exposición se mostraban 673 piezas de más de 50 yacimientos de las colecciones de 18 museos de Rumania y entre los cuales se encontraban piezas de gran importancia artística como el Casco de Peretu o los brazaletes de Sarmizegetusa Regia además del propio casco de Cotofenesti.
A las 3:45 de la madrugada de 25 de enero del 2025, la policía de Assen recibió el aviso de una explosión en el museo y tras presentarse en escena se confirmó que se habían usado explosivos para forzar el acceso al museo a través de una puerta y que al menos tanto el casco como tres brazaletes del yacimiento de Sarmizegetusa Regia habían sido sustraídos
Aunque la policía no ha realizado ninguna detención por el momento si que ha declarado la existencia de varios sospechosos, incluyendo la posible vinculación del robo con un coche en llamas en una intersección cercana de la que recibieron aviso a las 4:15 y en la que no se encontraba nadie en el momento que llegaron las autoridades, pudiendo haberse trasladado en el mismo los autores del robo.
Varios investigadores, entre ellos el detective de arte Arthur Brand, han declarado la posibilidad de la intención de fundir las piezas debido a su composición exclusiva de oro y por lo reconocibles que son las piezas, que dificultan su venta en el mercado negro.

## Análisis

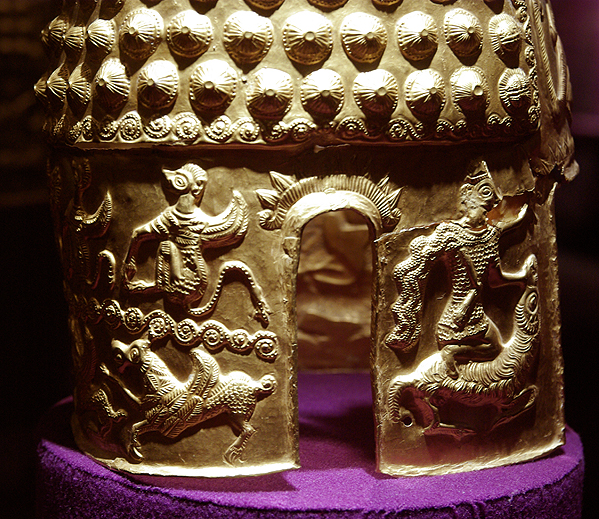
Escena en el lateral

Con un peso de casi un kilo, el casco está muy bien conservado y solo le falta la calota. La forma del casco y sus decoraciones revelan el carácter autóctono de esta obra de arte geto-dacia. Está decorado con grandes tachuelas en la parte superior del cráneo y dos grandes ojos apotropaicos, destinados a alejar el mal de ojo y los hechizos mágicos. Se ha establecido que perteneció a un desconocido rey geto-dacio local o a un noble aristócrata local, de alrededor del año 400 a. C. Una teoría, sin ninguna prueba, es que este objeto era el casco sagrado de Zalmoxis, el dios-profeta viviente de los dacios.
Las decoraciones del casco representan una serie de criaturas míticas y una ilustración, en cada pómulo, de una representación ritual.

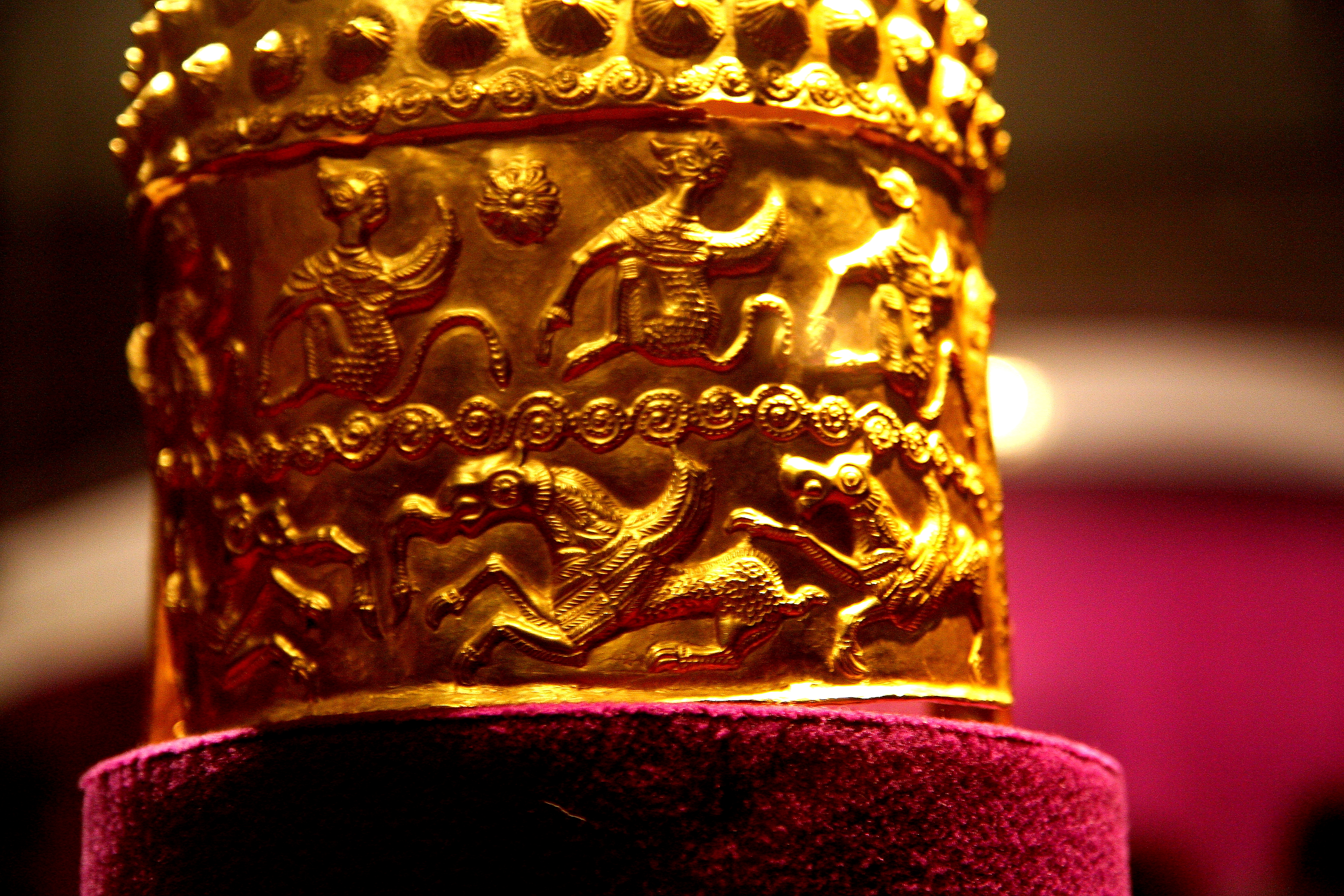
Escena en el lateral

Las carrilleras del casco muestran un carnero sacrificado por un hombre que se arrodilla sobre su cuerpo y se dispone a degollarlo con un cuchillo corto. Esta iconografía es de gran interés y se ha interpretado en línea con la escena de la tauroctonía de los Misterios Mitraicos. El entorno podría explicar el cambio a una bestia mayor en la especie ofrecida y una interpretación similar al episodio de sacrificio de un toro. Este sacrificio del carnero podría haber sido realizado por el rey-sacerdote-dios.

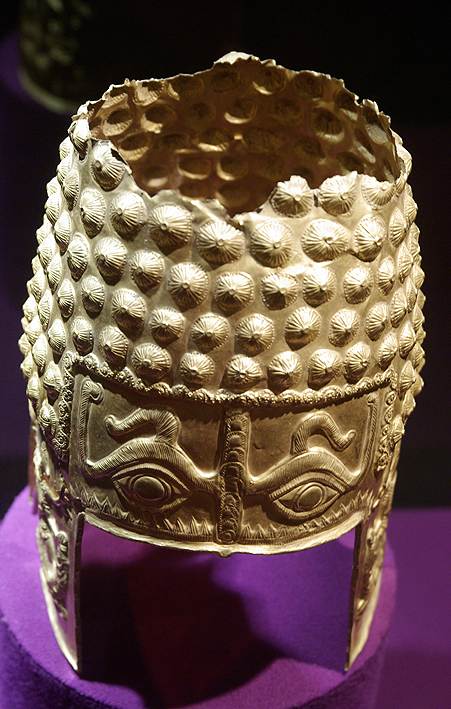
Vista con la parte superior dañada

Una pareja de bestias voraces del collar ocupa un registro inferior junto con una criatura similar despojada de la pierna de una víctima. Este motivo de la Bestia Voraz se encuentra ya en el arte asirio, y era popular entre los etruscos. Fenicia fue probablemente el intermediario para su transferencia a Italia y alrededor del Adriático, pero la Bestia Voraz también debió de viajar por Asia Menor para aparecer en un lenguaje tracio del norte no solo en el guardacuello de Coţofeneşti, sino también en alto relieve en la base de los vasos de Aghighiol (Aghighiol es un pueblo cerca del delta del Danubio en el este de Rumanía).
El registro superior muestra una hilera de tres criaturas aladas, sentadas o en cuclillas, más bien parecidas a monos, con rostros humanos, largos antebrazos y largas colas. Sin embargo, se trata de descendientes directas, aunque malogradas, de las esfinges de un vaso de oro de Amlash.
Los ojos de un escudo de batalla griego pueden servir para alejar los golpes malignos, pero una vez trasladados a un casco, y sobre los ojos de un noble tracio del norte que lo llevara, podrían significar «veo doblemente bien, tengo ojos como mi halcón». Los orfebres tracios que fabricaban los objetos conocían otros estilos artísticos contemporáneos —los de Escitia, Grecia, el noreste de Italia y Eslovenia se conocían a través del comercio, los viajes y los encuentros— y adaptaron convenciones de representación adecuadas a sus propios fines. El significado de estos motivos era, sin duda, específico del contexto.

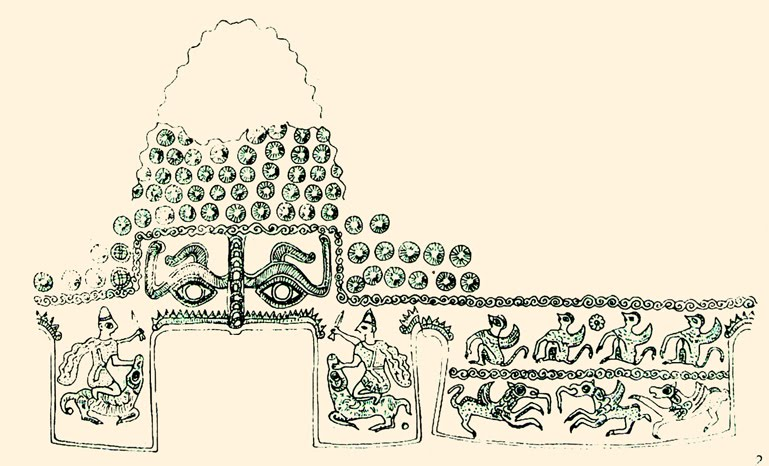
Dibujo de las escenas en su totalidad

Los adornos como la roseta, las tiras, los triángulos, la espiral y otros son motivos específicos del arte geto-dacio. La escena del sacrificio del carnero es un tema oriental iraní que entró en el arte griego y de ahí en el arte bárbaro. Por lo tanto, el casco parece haber sido realizado en un taller griego. Pero, al mismo tiempo, la torpe técnica de ejecución que contrasta con la perfecta técnica de un artesano griego apunta a uno autóctono.

## En la cultura popular

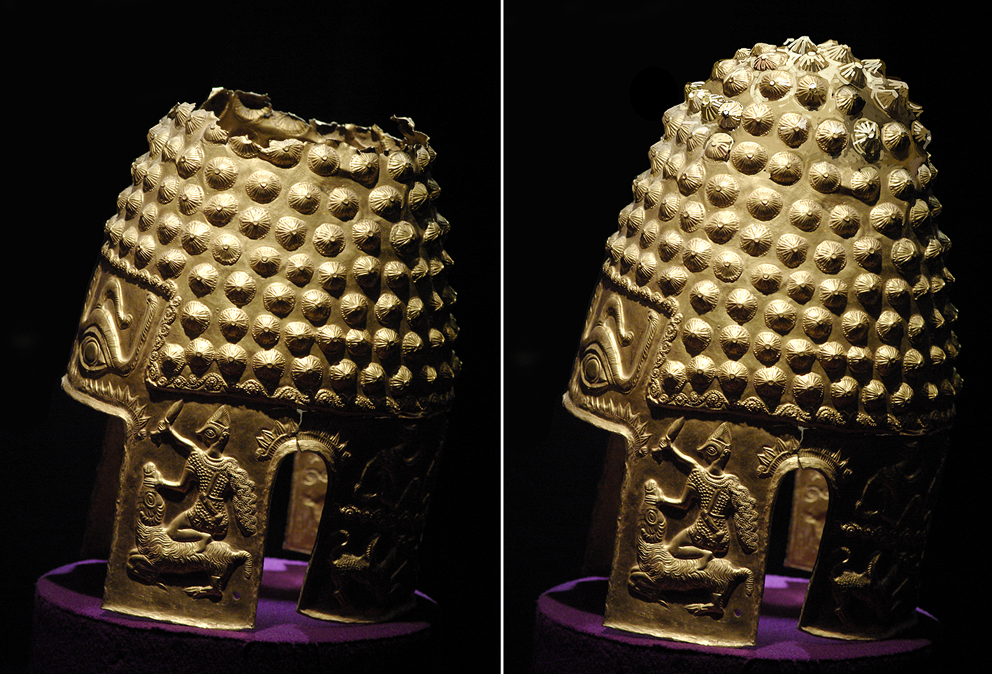
Reconstrucción gráfica del casco, con la escena que se asemeja a una tauroctonía mitraica

Una réplica del casco apareció en la película histórica de 1967 Dacii, de Sergiu Nicolaescu, aunque se desarrolla al menos 500 años después del periodo en el que se ha datado el casco. Llevado por el rey dacio Decébalo, el casco de la película tenía la parte superior plana, una inexactitud que entró en la cultura popular. El cómic Din zori de istorie, publicado a finales de los años 70 en la revista Cutezătorii, escrito por Vasile Mănuceanu y dibujado por Albin Stănescu, también representa el casco con la parte superior plana. Lo lleva el rey geta Odrix durante el conflicto con el rey persa Darío I, que en el año 513 a. C. hacía campaña contra los escitas. La acción se desarrolla aproximadamente en el periodo en el que se produjo el casco original. Un cómic similar, escrito por Vasile Mănuceanu y dibujado por Sandu Florea, muestra al rey Burebista llevando también el casco.